# Rory Gilmore
Lorelai Leigh Gilmore (født 8. oktober 1984), bedre kendt som Rory, er en fiktiv karakter fra tv-serien Gilmore Girls' spillet af Alexis Bledel. I denne artikel omtales Lorelai Leigh Gilmore som "Rory" og Lorelai Victoria Gilmore som "Lorelai".

## Biografi
Rory er Lorelais eneste datter og Christopher Haydens førstefødte datter. Hun er født i 1984 i Hartford, Connecticut klokken 4.03. Hvert år på det tidspunkt, hvis muligt, fortæller Lorelai historien om timerne før hendes fødsel og den faktiske begivenhed. Rorys mor, Lorelai, er kun 16 år ældre end hende, hvilket gør at de er mere som bedste veninder end mor og datter. Rory deler sin mors smag inden for junk food, kaffe, film og meget andet. Men Rory har også hendes egne værdier; hun er meget glad for orden i tingene og er meget dygtig i skolen, hun vil være journalist. Hun voksede op på The Independence Inn i Stars Hollow, hvor hendes mor et år efter hendes fødsel begyndte at arbejde som rengøringsassistent. De to boede i et skur bag ved kroen, hvor Jacksons fætter Rune bor i senere sæsoner. Sidenhen var Lorelai i stand til at købe et hus, hvori Rory boede i sine ungdomsår.
Man oplever at Rory skifter skole fra Stars Hollow High til den prestigefulde, men fiktive, skole Chilton de tre sidste år af high school. For at betale studiegebyr var Lorelai nødt til at spørge om penge hos sine fremmedgjorte forældre Emily og Richard – Rorys morforældre. De indvilgede i at betale for Rorys uddannelse på én betingelse: Lorelai og Rory skulle begynde at komme til fredagsmiddag hver fredag hos morforældrene. Denne ordning fortsætter i Rorys universitetsår, da Rory beder om udvidelse af aftalen med den ændring, at hun selv tilbagebetaler pengene og ikke sin mor.
Rory ansøger til tre forskellige colleges: Yale, Harvard og Princeton. Hun blev optaget på alle disse fine skoler, men vælger ud fra en for- og imod-liste, at hun vil gå på Yale, hvor også hendes morfar har gået. Det har ellers altid været Rorys (og hendes mors) drøm, at hun skulle gå på Harvard, men de begge er tilfredse med valget om at sende Rory på Yale. 
Rorys bedste veninde, udover sin mor, er veninden Lane, som har været hendes bedste ven siden børnehaveklassen. Da hun begynder på Chilton møder hun Paris, Madeleine og Louise, som hurtigt bliver hendes rivaler. Især gør Paris livet surt for Rory, men de to ender dog med at blive gode venner, og kommer også begge på Yale, og er room-mates i en lang periode af deres universitetsforløb.
I første sæson af Gilmore Girls møder Rory sin første kæreste Dean, som er hendes kæreste helt til tredje sæson, dog med en pause. Dean bliver gift med en pige, der hedder Lindsay, men det ægteskab bliver ødelagt af en affære mellem Dean og Rory, som bliver faste kærester igen i fjerde og femte sæson.
Mellem det første og andet forhold med Dean, finder Rory sammen med den rebelske Jess, som er Caféejeren Lukes nevø. Rory og Jess finder sammen efter et 24-timers dansemaraton, hvor Dean slår op med Rory på grund af hendes opsættelse af Jess.
Jess og Rory kommer sammen i lidt mindre end et år. Deres forhold slutter, fordi Jess bliver smidt ud hjemmefra, og er nødt til at rejse. Han rejser uden at sige farvel, så deres forhold slutter ret brat. Men Jess dukker senere op på samme tid som Rory skal til at indlede sin affære med Dean. Her fortæller han, at han elsker hende, men Rory vil ikke såres igen og afviser ham. Jess og Rory ses igen i sjette sæson, og får en ordentlig afslutning på deres forhold til hinanden.
Efter Rorys sidste forhold til Dean, møder hun den rige Logan fra hendes skole. Han er søn af en af de mest succesfulde mænd indenfor journalastik. De er sammen fra femte til syvende og sidste sæson. De slår op i allersidste afsnit af serien, efter Logan har friet til Rory og hun sagde nej.
Bonus: Alexis Bledel og Milo Ventimiglia (Jess) har kommet sammen.